# Le Diable aux trois cheveux d'or
Le Diable aux trois cheveux d'or est un album de bande dessinée pour la jeunesse de Cécile Chicault publié par Delcourt en 1999, d'après le conte des frères Grimm

## Résumé
Un petit garçon naît coiffé dans la famille la plus pauvre du village. Une vieille dame prédit qu'il se mariera avec la fille du roi à 14 ans. Le roi, qui apprend ceci, décide de prendre le bébé à sa famille en échange d'un sac d'or et de bijoux, et de le jeter dans une rivière à l'intérieur d'un coffre. Ce dernier est retrouvé par une famille de meunier qui décide de l'adopter. 14 ans plus tard, le roi, qui découvre où est l'enfant, rédige une lettre où est indiqué de tuer le jeune garçon et envoie ce dernier au château déposer la lettre. Le garçon s'égare et se retrouve, la nuit tombée, dans une cabane gardée par une vieille femme, qui lui apprend que c'est un repaire de brigand. Le jeune homme, épuisé, s'endort sur une paillasse. Les brigands rentrés, ils découvrent la lettre et décident de la remplacer par une autre, où ils marquent que le garçon doit se marier avec la princesse. Le lendemain, le jeune homme part pour le château, où il remet la lettre. La reine fait aussitôt célébrer les noces de l'enfant avec sa fille. Le roi, rentrant au palais, découvre ce qu'il s'est passé, et envoie l'enfant en enfer lui chercher trois cheveux d'or de la tête du Diable. L'aventure commence...

## Prix
- 2000 : Alph-Art jeunesse 7-8 ans au festival d'Angoulême

## Publication
- Delcourt (Collection Jeunesse) : première édition  (ISBN 2-84055-274-4) (1999).

### Documentation
- Nicolas Pothier, « Monsieur le conte », BoDoï, no 17,‎ mars 1999, p. 10.